# Centro Federal de Educación Tecnológica de Minas Gerais

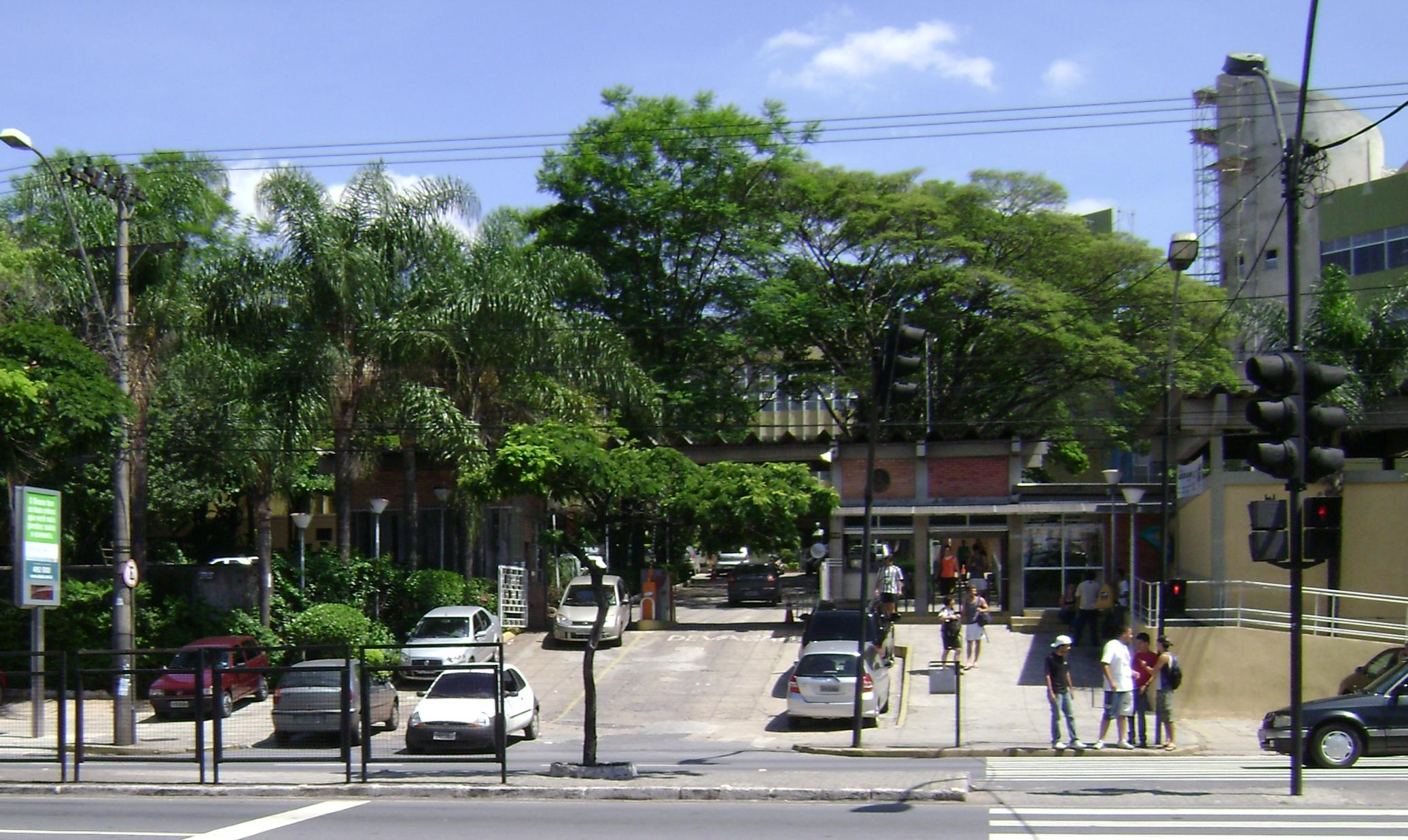
El campus I del centro.

El Centro Federal de Educação Tecnológica de Minas Gerais (Centro Federal de Educación Tecnológica de Minas Gerais, CEFET-MG) es un centro educativo ubicado en Minas Gerais, Brasil.
El campus I, II y VI se encuentran en la avenida Amazonas, en Belo Horizonte. Los otros campus (Unidades Descentralizadas de Educación - UNEDs), ubicados en el estado de Minas Gerais en las ciudades de Leopoldina, Araxá, Divinópolis, Varginha, Timoteo, Nepomuceno, Curvelo y Contagem.